# Scotopteryx fumata
Scotopteryx fumata là một loài bướm đêm trong họ Geometridae.